# Liste der deutschen Botschafter in Belgien
Liste der deutschen Botschafter in Belgien.

## Missionschefs

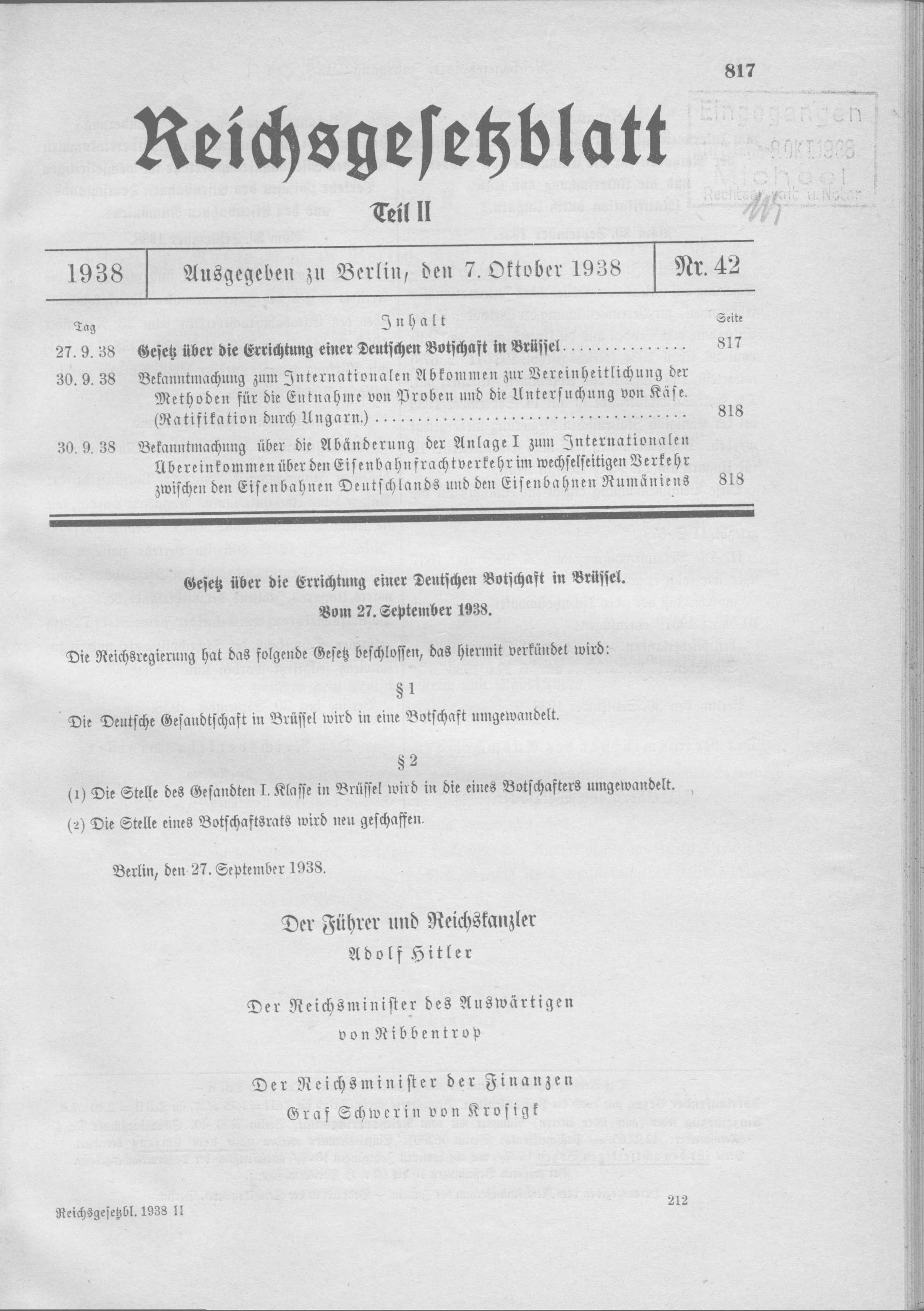
Gesetz über die Errichtung einer Deutschen Botschaft in Brüssel (1938)

### Botschafter des Deutschen Reichs
| Name                                                | Bild               | Amtszeit           | Anmerkungen        |
| Norddeutscher Bund                                  | Norddeutscher Bund | Norddeutscher Bund | Norddeutscher Bund |
| --------------------------------------------------- | ------------------ | ------------------ | ------------------ |
| Hermann Ludwig von Balan (* 1812; † 1874)           |                    | 1868–1871          |                    |
| / Deutsches Reich                                   |                    |                    |                    |
| Hermann Ludwig von Balan                            |                    | 1871–1874          |                    |
| Wilhelm von Perponcher-Sedlnitzky                   |                    | 1874–1875          |                    |
| Gustav von Brandenburg                              |                    | 1876–1886          |                    |
| Friedrich Johann von Alvensleben                    |                    | 1886–1901          | Gesandter          |
| Nikolaus von Wallwitz                               |                    | 1901–1909          | Gesandter          |
| Hans von Flotow (* 1862; † 1935)                    |                    | 1910–1912          | Gesandter          |
| Claus von Below-Saleske (* 1866; † 1939)            |                    | 1912–1914          | Gesandter          |
| Otto Landsberg (* 1869; † 1957)                     |                    | 1920–1923          |                    |
| Friedrich von Keller (* 1873; † 1960)               |                    | 1924–1928          |                    |
| Alfred Horstmann (* 1879; † 1947)                   |                    | 1928–1931          |                    |
| Hugo Graf von Lerchenfeld (* 1871; † 1944)          |                    | 1931–1933          |                    |
| Raban Adelmann von Adelmannsfelden (* 1877; † 1935) |                    | 1934–1936          |                    |
| Herbert von Richthofen (1879–1952)                  |                    | 1936–1938          |                    |
| Vicco von Bülow-Schwante (* 1891; † 1970)           |                    | 1938–1940          |                    |
| Werner von Bargen (* 1898; † 1975)                  |                    | 1940–1943          |                    |

### Botschafter der Bundesrepublik Deutschland
| Name                                                   | Bild           | Amtszeit       | Anmerkungen    |
| BR Deutschland                                         | BR Deutschland | BR Deutschland | BR Deutschland |
| ------------------------------------------------------ | -------------- | -------------- | -------------- |
| Anton Pfeiffer (* 1888; † 1957)                        |                | 1950–1954      |                |
| Carl Friedrich Ophüls (* 1895; † 1970)                 |                | 1955–1958      |                |
| Kurt Oppler (* 1902; † 1981)                           |                | 1959–1963      |                |
| Herbert Siegfried (* 1901; † 1988)                     |                | 1963–1966      |                |
| Georg Federer (* 1905; † 1984)                         |                | 1966–1968      |                |
| Reinhold Renauld von Ungern-Sternberg (* 1908; † 1991) |                | 1968–1973      |                |
| Peter Limbourg (* 1915; † 2015)                        |                | 1973–1980      |                |
| Horst Blomeyer-Bartenstein (* 1918; † 2007)            |                | 1980–1983      |                |
| Christian Feit (* 1921; † 2017)                        |                | 1983–1986      |                |
| Renate Finke-Osiander (* 1926; † 2025)                 |                | 1986–1991      |                |
| Hans von Stein (* 1928)                                |                | 1991–1993      |                |
| Rolf Hofstetter (* 1935)                               |                | 1996–2000      |                |
| Peter von Butler (* 1940; † 2014)                      |                | 2000–2004      |                |
| Johann Christoph Jessen (* 1946)                       |                | 2004–2007      |                |
| Reinhard Bettzuege (* 1946)                            |                | 2007–2011      |                |
| Eckart Cuntz (* 1950)                                  |                | 2011–2015      |                |
| Rüdiger Lüdeking (* 1954)                              |                | 2015–2018      |                |
| Martin Kotthaus (* 1962)                               |                | seit 2018      |                |

## Gesandter deutscher Staaten (vor 1871)

### Preußische Gesandte
1831: Aufnahme diplomatischer Beziehungen
| Name                                                                  | Bild    | Amtszeit  |
| Preußen                                                               | Preußen | Preußen   |
| --------------------------------------------------------------------- | ------- | --------- |
| Heinrich Friedrich von Arnim-Heinrichsdorff-Werbelow (* 1791; † 1859) |         | 1831–1841 |
| Alexander von Arnim-Suckow (* 1789; † 1861)                           |         | 1841–1845 |
| Rudolf von Sydow (* 1805; † 1872)                                     |         | 1845–1847 |
| Theodor Franz Christian von Seckendorff (* 1801; † 1858)              |         | 1847–1852 |
| Adolf von Brockhausen (* 1801; † 1858)                                |         | 1852–1858 |
| Heinrich Alexander von Redern (* 1804; † 1888)                        |         | 1859–1863 |
| Hermann Ludwig von Balan (* 1812; † 1874)                             |         | 1864–1868 |

Ab 1867: Gesandter des Norddeutschen Bunds

### Sächsische Gesandte
- 1852–1862: Albin Leo von Seebach (1811–1884)
- 1862–1863: Richard von Könneritz (1828–1910)
- 1864–1874: Oswald von Fabrice (1820–1898)

## Weblink
- Website der Deutschen Botschaft in Brüssel